# Guitarra negra (álbum)
Guitarra negra es el título de 3 discos LP del cantautor uruguayo Alfredo Zitarrosa. El primero fue publicado en España en 1977 a través del sello Movieplay, el segundo vio la luz en México, en 1978, y el tercero y último se publicó, simultáneamente, en Uruguay y Argentina, en 1985. En un lado completo de todos ellos fueron registradas distintas versiones de la obra poética y musical «Guitarra negra», que les da el nombre.
Cuando grabó los dos primeros discos, Zitarrosa había sido expulsado de Uruguay por el gobierno dictatorial y se había tenido que exiliar, sucesivamente, en Argentina, España y México. El tercero fue grabado y editado luego de su retorno del exilio.

## El poema «Guitarra negra»
Cómo haré para tomarte en mis adentros, guitarra... Cómo haré para que sientas mi torpe amor, mis ganas de sonarte entera y mía... Cómo se toca tu carne de aire, tu oloroso tacto, tu corazón sin hambre, tu silencio en el puente, tu cuerda quinta, tu bordón macho y oscuro, tus parientes cantores, tus tres almas, conversadoras como niñas... Cómo se puede amarte sin dolor, sin apuro, sin testigos, sin manos que te ofendan... Cómo traspasarte mis hombres y mujeres bien queridos, guitarra; mis amores ajenos, mi certeza de amarte como pocos... Cómo entregarte todos esos nombres y esa sangre, sin inundar tu corazón de sombras, de temblores y muerte, de ceniza, de soledad y rabia, de silencio, de lágrimas idiotas...

Ya antes de dedicarse profesionalmente a la música, Zitarrosa había escrito poemas. Incluso, con la obra «Explicaciones», ganó el Premio Municipal de Poesía de 1959, otorgado por la Intendencia de Montevideo. En «Guitarra negra» aflora esa veta del autor, con textos elaborados, pero no complejos. En líneas generales, es un replanteo a su papel como creador artístico y sujeto activo —y a su propia vida—, con alusión directa a la situación política de Uruguay, particularmente a la violenta persecución ideológica que llevó a cabo la dictadura. Como en otras obras del autor, entrecruza lo íntimo con lo social.
En esa obra trabajó Zitarrosa desde 1972 a 1977, cuando por fin pudo plasmarla. Se trata de textos en prosa recitados con un acompañamiento de guitarras, coros y arreglos orquestales, a los que el autor llamó, originalmente, «contracanciones» y, luego, «poema por milonga». En la primera edición la presenta dividida en tres partes, mientras que en la tercera la separa en nueve fragmentos:
- «Introducción»
- «Allanamiento». Basado en diferentes episodios, donde sus casas fueron registradas por los represores, a los que contrapone un anhelo de libertad.
- «La casa». La parte más corta del poema. Hace referencia a la casa que habitó en el barrio del Prado, en Montevideo, donde se encuentra también la casona de Suárez y Reyes, residencia habitual de los presidentes uruguayos. Confronta su militancia con el accionar del mandatario, opuesto al sentimiento y a las demandas populares.
- «Uruguay for export». Es una alegoría a partir del relato del sacrificio de una res en el matadero y las imágenes del animal "abierto al descuartizamiento atroz por todas partes", que se asocia con la realidad sociopolítica del Uruguay.[1]
- «Flor show (por vals)». Se ambienta en un cabaret (o boîte), en el que describe las circunstancias de la prostitución, considerada como forma de explotación.
- «Mis alas»
- «La mariposa»
- «Hago falta»
- «Exhortación y propósitos»

## Primer disco
El lado A lo ocupa el poema por milonga Guitarra negra, llamado allí por su autor, contracanciones. La versión, en realidad la segunda en ser grabada, fue registrada en Madrid, el mismo año de su edición.
En el lado B se grabaron cinco temas, algunos ya transitados por el cantor, y dos nuevos, Cuál de esas mozas y Stéfanie, que se convirtió en una de las canciones más populares de las que grabó en el exilio.

### Lista de canciones
| Lado A |                  |                   |          |  |
| N.º    | Título           | Escritor(es)      | Duración |  |
| 1.     | «Guitarra negra» | Alfredo Zitarrosa | 16:32    |  |

| Lado B |                                  |                                    |          |  |
| N.º    | Título                           | Escritor(es)                       | Duración |  |
| 1.     | «Stéfanie»                       | Alfredo Zitarrosa                  | 3:38     |  |
| 2.     | «Coplas al compadre Juan Miguel» | Yamandú Palacios - Óscar del Monte | 2:41     |  |
| 3.     | «Cuál de esas mozas»             | Alfredo Zitarrosa                  | 3:41     |  |
| 4.     | «La Vuelta de Obligado»          | Miguel Brascó - Alberto Merlo      | 2:06     |  |
| 5.     | «Canción de los horneros»        | Romildo Risso - Atahualpa Yupanqui | 4:39     |  |

### Reedición
Fue reeditado en 2012 en España, por la discográfica Warner, en formato mp3, para descarga digital.

## Segundo disco
A pesar de que la versión de Guitarra negra incluida en este álbum fue la primera en ser grabada, por distintas cuestiones, se editó después del disco español, en 1978. Fue registrada el año anterior, en Ciudad de México.
En este caso, el poema ocupa la cara B del disco, mientras que los temas de la cara A están registrados en vivo en una actuación realizada en el Auditorio Nacional de México, excepto Stéfanie que, no obstante tener una salva de aplausos agregada al final, se presenta en la versión ofrecida en el primer disco. De ellos, Ya es bastante es editado por primera vez.

### Lista de canciones
| Lado A |                     |                   |          |  |
| N.º    | Título              | Escritor(es)      | Duración |  |
| 1.     | «Pa´l que se va»    | Alfredo Zitarrosa | 1:48     |  |
| 2.     | «Doña Soledad»      | Alfredo Zitarrosa | 2:45     |  |
| 3.     | «Stéfanie»          | Alfredo Zitarrosa | 3:48     |  |
| 4.     | «Ya es bastante»    | Alfredo Zitarrosa | 3:42     |  |
| 5.     | «Adagio en mi país» | Alfredo Zitarrosa | 5:10     |  |

| Lado B |                  |                   |          |  |
| N.º    | Título           | Escritor(es)      | Duración |  |
| 1.     | «Guitarra negra» | Alfredo Zitarrosa | 19:26    |  |

### Reedición
Fue editado en los años '90, en México, por NCL, en formato de CD (Catálogo: CDDP 3028).

## Tercer disco
Incluye una nueva versión del poema, esta vez registrada en Montevideo. 
En su cara B aparece otra obra, presentada también como poema por milonga, llamada «Hoy desde aquí». Sobre la música compuesta por el propio Zitarrosa, en él se incluyen textos cuya autoría pertenece a otros escritores y poetas, en varios casos, los mismos que los recitan, además de su esposa, Nancy Marino. Las partes que lo componen son: 
- «El pueblo», poema de Pablo Neruda, por Alfredo Zitarrosa. Está dividido en dos partes, que abren y cierran la obra.
- «Comentario», de Eduardo Galeano, por el propio Galeano. Aparece repartido en cuatro fragmentos, intercalados con el resto de los textos.
- «Apoya tu mano», de Ángel Oliva, por él mismo.
- «Y estamos…», de Juan Capagorry, por Juan Capagorry.
- «Exhortación a los jóvenes», de y por Milton Schinca.
- «Hoy te puedo decir…», de Alfredo Zitarrosa, por Nancy Marino.

### Lista de canciones
| Lado A |                  |                   |          |  |
| N.º    | Título           | Escritor(es)      | Duración |  |
| 1.     | «Guitarra negra» | Alfredo Zitarrosa | 16:14    |  |

| Lado B |                  |                                                                                                |          |  |
| N.º    | Título           | Escritor(es)                                                                                   | Duración |  |
| 1.     | «Hoy desde aquí» | Alfredo Zitarrosa, Pablo Neruda, Eduardo Galeano, Ángel Oliva, Juan Capagorry, Milton Schinca. | 15:00    |  |

### Reedición
Fue publicado en 1995, en Argentina, por EMI, como disco compacto (Catálogo: 7 66648 2).

## Cuarta versión
Existe un CD llamado Alfredo Zitarrosa, editado en Uruguay en 1999, por EMI-Orfeo (Catálogo: 35213242), que contiene una cuarta versión de «Guitarra negra». Está ubicada en el surco 12, con una duración de 16:27.